# Tlogoanyar
Tlogoanyar is een bestuurslaag in het regentschap Lamongan van de provincie Oost-Java, Indonesië. Tlogoanyar telt 2326 inwoners (volkstelling 2010).